# Rafflesia verrucosa
Rafflesia verrucosa es una planta de la familia Rafflesiaceae. Se identificó y caracterizó por primera vez durante un estudio de pequeños mamíferos en el monte Kampalili en el este de Mindanao en 2010. R. verrucosa es la décima especie de Rafflesia que se encuentra en Filipinas. Las especies de Rafflesia tienen flores raras e inusuales conocidas por su gran tamaño y olor acre. Algunos entusiastas de las plantas como Frits Warmolt Went han tomado medidas extremas para ver estas plantas en flor. Went detalló su búsqueda de la Rafflesia diciendo:

Había escuchado, cuando estaba en Java, hace muchos años, que Rafflesia se encontraba en una isla cercana a la costa llamada Nusah Kembangan. Esto fue en 1929, cuando era una colonia penal para criminales peligrosos. Mi conductor en esa ocasión era un asesino convicto, y mi guía estaba cumpliendo condena por canibalismo.

El pequeño tamaño y la interesante morfología de Rafflesia verrucosa la convierten en una de las especies de Rafflesia más inusuales . Es la especie con flores más pequeña descrita en Mindanao. Los otros dos, R. mira y R. schadenbergiana, son algunos de los más grandes del género.

## Etimología
El epíteto verrucosa proviene de la palabra latina verruca , que significa verruga. Este nombre se le dio debido a las verrugas elevadas y únicas en los lóbulos y el diafragma de la planta.

## Descripción
Rafflesia verrucosa tiene verrugas elevadas muy distintivas en sus lóbulos perigonales y diafragma. Las verrugas no son uniformes en forma o tamaño. Las verrugas se extienden hasta el borde del diafragma de la planta; esta característica es exclusiva de R. verrucosa , mientras que todas las demás especies de Rafflesia carecen de verrugas en el diafragma. Otra característica única de R. verrucosa son los procesos anastomosantes en forma de placa en el disco de la planta. Los pelos como ramenta son más largos (7 mm) en comparación con otros Rafflesia pequeños. Comparado con otros de menor tamaño Rafflesia, el número de anteras de R. verrucosa es mucho mayor (20-21). El tamaño de las anteras y el tamaño del disco también son pequeños.
Una característica morfológica única de R. verrucosa es su naturaleza monoica o bisexual. La única otra especie bisexual reportada en este género es Rafflesia baletei. R. baletei tiene flores masculinas y femeninas que contienen estructuras vestigiales del sexo opuesto. Se necesitarán más estudios para concluir si la especie es un bisexual funcional.

## Distribución y hábitat
Rafflesia verrucosa solo se ha encontrado creciendo en la ladera sureste del monte Kampalili en la provincia de Dávao Oriental de Mindanao. La planta se puede encontrar entre 1350 y 1550 m. en elevación a pesar de que las enredaderas de Tetrastigma en las que crece la planta se pueden encontrar en un rango mayor de elevaciones.
Los especímenes de R. verrucosa se encontraron en un bosque montano, que tenía un terreno relativamente rocoso e inclinado. La profundidad de la hojarasca en el sitio fue de ca. 2-5 cm. de profundidad, y la altura del dosel era de unos 15 m de altura. Los musgos eran comunes en los troncos de los árboles y las ramas alrededor de las flores. La vegetación del sotobosque en los bosques montanos es densa y está compuesta de helechos, licófitos, orquídeas terrestres, jengibres y pastos. Las enredaderas de dosel son muy comunes en este tipo de áreas.

## Ecología
Rafflesia verrucosa se encontró creciendo solo en las raíces de las vides Tetrastigma. Se encontraron algunas yemas creciendo a partir de raíces de 7 cm. bajo el suelo. En el área donde se encontró, la densidad espacial de R. verrucosa fue de alrededor de 7-8 racimos florales por hectárea. La temporada alta de floración es probablemente de octubre a diciembre, pero la floración puede persistir de forma intermitente durante todo el año. El estilo reproductivo de R. verrucosa es probablemente similar al de otras especies de Rafflesia.
Se desconoce el impacto de varios mamíferos sobre la herbivoría y la dispersión. El atrapar alrededor verrucosa racimos de flores revelaron varias especies de mamíferos pequeños incluyendo musarañas, musarañas de árbol, musaraña-ratones, ratones de musgo, ratones árbol , ratones de bosque, la rata grande bosque Mindanao y una rata de bosque de Filipinas. También se han visto mamíferos más grandes en los alrededores. Se vio al cerdo verrugoso filipino pisoteando algunas de las flores de R. verrucosa, pero no se les vio comiendo las frutas. En Borneo, los mamíferos más pequeños, como las ardillas y la musaraña arbórea, comen frutos de Rafflesia.

## Conservación
El bosque montano en el que se encuentra R. verrucosa , se ha vuelto cada vez más perturbado y fragmentado por la industria textil del abacá. Otra amenaza para el hábitat de R. verrucosa es la práctica de talar palmas de ratán para su palmito. Este proceso destruye vastas áreas de bosque. Hasta ahora, el monte Kampalili no ha sido afectado relativamente por estos impactos. Las poblaciones de R. verrucosa pueden seguir siendo estables si partes del monte Kampalili permanecen sin cambios.